# 羅伊特 (奧地利)
羅伊特（德語：Reutte，德語發音：[ˈʁɔɪ̯tə] ⓘ）是奧地利蒂罗尔州的市镇，位於該國西部萊希河畔，面積100.9平方公里，海拔高度853米，居民從事服務業、金屬業、紡織業、農業、電子業等，2012年人口6,054。